# Wereldbeker zwemmen 2017
De wereldbeker zwemmen 2017 was een serie van acht wedstrijden die gehouden werden van augustus tot en met november 2017 in acht verschillende steden in Azië en Europa. De eindzeges gingen naar de Zuid-Afrikaan Chad le Clos, bij de mannen, en de Zweedse Sarah Sjöström, bij de vrouwen.

## Kalender
| # | Data                      | Locatie   | Resultaten |
| - | ------------------------- | --------- | ---------- |
| 1 | 2 en 3 augustus           | Moskou    | [ 1 ]      |
| 2 | 6 en 7 augustus           | Berlijn   | [ 2 ]      |
| 3 | 11 en 12 augustus         | Eindhoven | [ 3 ]      |
| 4 | 30 september en 1 oktober | Hongkong  | [ 4 ]      |
| 5 | 4 en 5 oktober            | Doha      | [ 5 ]      |
| 6 | 10 en 11 november         | Peking    | [ 6 ]      |
| 7 | 14 en 15 november         | Tokio     | [ 7 ]      |
| 8 | 18 en 19 november         | Singapore | [ 8 ]      |

## Klassementen

### Mannen
| Rang | Naam                  | Land             | Punten (Bonuspunten) | Punten (Bonuspunten) | Punten (Bonuspunten) | Punten (Bonuspunten) | Punten (Bonuspunten) | Punten (Bonuspunten) | Punten (Bonuspunten) | Punten (Bonuspunten) | Totaal |
| Rang | Naam                  | Land             | MOS                  | BER                  | EIN                  | HON                  | DOH                  | PEK                  | TOK                  | SIN                  | Totaal |
| ---- | --------------------- | ---------------- | -------------------- | -------------------- | -------------------- | -------------------- | -------------------- | -------------------- | -------------------- | -------------------- | ------ |
| 1    | Chad le Clos          | Zuid-Afrika      | 36                   | 63                   | 60                   | 75                   | 78                   | 48                   | 42                   | 45                   | 447    |
| 2    | Vladimir Morozov      | Rusland          | 24                   | 24                   | 45                   | 45                   | 51                   | 48                   | 36                   | 60                   | 333    |
| 3    | Kirill Prigoda        | Rusland          | 36                   | 27                   | 30                   | 42                   | 66                   | 9                    | 18                   | 42                   | 270    |
| 4    | Thomas Shields        | Verenigde Staten | 12                   | 27                   | 33                   | 75                   | 39                   | 0                    | –                    | –                    | 186    |
| 5    | Cameron van der Burgh | Zuid-Afrika      | 36                   | 21                   | 12                   | 42                   | 42                   | –                    | –                    | –                    | 153    |
| 6    | Daiya Seto            | Japan            | –                    | –                    | –                    | –                    | –                    | 36                   | 48                   | 30                   | 114    |
| 7    | Christian Diener      | Duitsland        | 15                   | 6                    | 18                   | 24                   | 36                   | 6                    | 0                    | 0                    | 105    |
| 8    | Ilja Sjymanovitsj     | Wit-Rusland      | 30                   | 6                    | 6                    | 21                   | 21                   | 6                    | 6                    | 9                    | 105    |
| 9    | Pavel Sankovitsj      | Wit-Rusland      | 12                   | 6                    | 12                   | 18                   | 15                   | 9                    | 9                    | 12                   | 93     |
| 10   | Masaki Kaneko         | Japan            | 15                   | 18                   | 18                   | –                    | –                    | 0                    | 18                   | 12                   | 81     |

### Vrouwen
| Rang | Naam                  | Land       | Punten (Bonuspunten) | Punten (Bonuspunten) | Punten (Bonuspunten) | Punten (Bonuspunten) | Punten (Bonuspunten) | Punten (Bonuspunten) | Punten (Bonuspunten) | Punten (Bonuspunten) | Totaal |
| Rang | Naam                  | Land       | MOS                  | BER                  | EIN                  | HON                  | DOH                  | PEK                  | TOK                  | SIN                  | Totaal |
| ---- | --------------------- | ---------- | -------------------- | -------------------- | -------------------- | -------------------- | -------------------- | -------------------- | -------------------- | -------------------- | ------ |
| 1    | Sarah Sjöström        | Zweden     | 109                  | 60                   | 97                   | 87                   | 93                   | 69                   | 63                   | 51                   | 629    |
| 2    | Katinka Hosszú        | Hongarije  | 57                   | 80                   | 39                   | 96                   | 87                   | 45                   | 42                   | 36                   | 482    |
| 3    | Ranomi Kromowidjojo   | Nederland  | 36                   | 65                   | 21                   | 33                   | 27                   | 45                   | 45                   | 27                   | 289    |
| 4    | Emily Seebohm         | Australië  | 36                   | 21                   | 21                   | 42                   | 54                   | 36                   | 30                   | 42                   | 282    |
| 5    | Alia Atkinson         | Jamaica    | 24                   | 30                   | 36                   | 30                   | 33                   | 24                   | 9                    | 24                   | 210    |
| 6    | Mireia Belmonte       | Spanje     | 27                   | 21                   | 74                   | –                    | –                    | –                    | –                    | –                    | 122    |
| 7    | Rikke Møller Pedersen | Denemarken | 12                   | 9                    | 6                    | 27                   | 30                   | 6                    | 12                   | 15                   | 117    |
| 8    | Cate Campbell         | Australië  | 12                   | 6                    | 6                    | –                    | –                    | 27                   | 15                   | 42                   | 108    |
| 9    | Femke Heemskerk       | Nederland  | 0                    | 6                    | 6                    | 51                   | 39                   | –                    | –                    | –                    | 102    |
| 10   | Zhang Yufei           | China      | –                    | –                    | –                    | 21                   | 21                   | 21                   | 6                    | 12                   | 81     |

## Dagzeges

### Vrije slag

#### 50 meter
| Wedstrijd    | Mannen           | Mannen | Mannen | Vrouwen             | Vrouwen | Vrouwen  |
| Wedstrijd    | Winnaar          | Land   | Tijd   | Winnaar             | Land    | Tijd     |
| ------------ | ---------------- | ------ | ------ | ------------------- | ------- | -------- |
| #1:Moskou    | Vladimir Morozov | RUS    | 20,93  | Sarah Sjöström      | SWE     | 23,10 WR |
| #2:Berlijn   |                  |        |        | Ranomi Kromowidjojo | NED     | 22,93 WR |
| #3:Eindhoven | Vladimir Morozov | RUS    | 20,79  |                     |         |          |
| #4:Hongkong  | Vladimir Morozov | RUS    | 20,91  | Sarah Sjöström      | SWE     | 23,42    |
| #5:Doha      | Vladimir Morozov | RUS    | 20,98  | Sarah Sjöström      | SWE     | 23,28    |
| #6:Peking    | Vladimir Morozov | RUS    | 20,83  | Sarah Sjöström      | SWE     | 23,40    |
| #7:Tokio     |                  |        |        | Ranomi Kromowidjojo | NED     | 23,29    |
| #8:Singapore | Vladimir Morozov | RUS    | 20,61  |                     |         |          |

#### 100 meter
| Wedstrijd    | Mannen           | Mannen | Mannen | Vrouwen        | Vrouwen | Vrouwen  |
| Wedstrijd    | Winnaar          | Land   | Tijd   | Winnaar        | Land    | Tijd     |
| ------------ | ---------------- | ------ | ------ | -------------- | ------- | -------- |
| #1:Moskou    |                  |        |        | Sarah Sjöström | SWE     | 50,77 WR |
| #2:Berlijn   | Vladimir Morozov | RUS    | 45,23  |                |         |          |
| #3:Eindhoven | Chad le Clos     | RSA    | 45,96  | Sarah Sjöström | SWE     | 50,58 WR |
| #4:Hongkong  | Vladimir Morozov | RUS    | 45,91  | Sarah Sjöström | SWE     | 51,99    |
| #5:Doha      | Vladimir Morozov | RUS    | 46,87  | Sarah Sjöström | SWE     | 51,62    |
| #6:Peking    |                  |        |        | Sarah Sjöström | SWE     | 51,25    |
| #7:Tokio     | Vladimir Morozov | RUS    | 45,65  |                |         |          |
| #8:Singapore | Vladimir Morozov | RUS    | 45,56  | Cate Campbell  | AUS     | 50,85    |

#### 200 meter
| Wedstrijd    | Mannen         | Mannen | Mannen  | Vrouwen        | Vrouwen | Vrouwen    |
| Wedstrijd    | Winnaar        | Land   | Tijd    | Winnaar        | Land    | Tijd       |
| ------------ | -------------- | ------ | ------- | -------------- | ------- | ---------- |
| #1:Moskou    | Chad le Clos   | RSA    | 1.42,54 |                |         |            |
| #2:Berlijn   | Dominik Kozma  | HUN    | 1.41,03 | Sarah Sjöström | SWE     | 1.51,56    |
| #3:Eindhoven |                |        |         | Sarah Sjöström | SWE     | 1.50,43 WR |
| #4:Hongkong  | Chad le Clos   | RSA    | 1.42,88 | Sarah Sjöström | SWE     | 1.51,77    |
| #5:Doha      | Chad le Clos   | RSA    | 1.44,40 | Sarah Sjöström | SWE     | 1.52,00    |
| #6:Peking    | Chad le Clos   | RSA    | 1.41,81 |                |         |            |
| #7:Tokio     | Cameron McEvoy | AUS    | 1.43,37 | Sarah Sjöström | SWE     | 1.52,94    |
| #8:Singapore |                |        |         | Sarah Sjöström | SWE     | 1.51,63    |

#### 400 meter
| Wedstrijd    | Mannen             | Mannen | Mannen  | Vrouwen             | Vrouwen | Vrouwen |
| Wedstrijd    | Winnaar            | Land   | Tijd    | Winnaar             | Land    | Tijd    |
| ------------ | ------------------ | ------ | ------- | ------------------- | ------- | ------- |
| #1:Moskou    | Aleksandr Krasnych | RUS    | 3.38,55 | Federica Pellegrini | ITA     | 3.57,80 |
| #2:Berlijn   |                    |        |         | Mireia Belmonte     | ESP     | 3.57,79 |
| #3:Eindhoven | Aleksandr Krasnych | RUS    | 3.38,35 |                     |         |         |
| #4:Hongkong  | Gabriele Detti     | ITA    | 3.43,11 | Femke Heemskerk     | NED     | 4.04,30 |
| #5:Doha      | Gabriele Detti     | ITA    | 3.42,57 | Wang Jianjahe       | CHN     | 4.02,43 |
| #6:Peking    | Ji Xinjie          | CHN    | 3.39,20 | Wang Jianjahe       | CHN     | 3.59,69 |
| #7:Tokio     |                    |        |         | Li Bingjie          | CHN     | 3.59,14 |
| #8:Singapore | Péter Bernek       | HUN    | 3.39,36 |                     |         |         |

#### 1500/800 meter
| Wedstrijd    | Mannen               | Mannen | Mannen   | Vrouwen         | Vrouwen | Vrouwen |
| Wedstrijd    | Winnaar              | Land   | Tijd     | Winnaar         | Land    | Tijd    |
| ------------ | -------------------- | ------ | -------- | --------------- | ------- | ------- |
| #1:Moskou    |                      |        |          | Mireia Belmonte | ESP     | 8.07,10 |
| #2:Berlijn   | Gabriele Detti       | ITA    | 14.18,33 |                 |         |         |
| #3:Eindhoven | Henrik Christiansen  | NOR    | 14.26,48 | Mireia Belmonte | ESP     | 8.07,47 |
| #4:Hongkong  | Qiu Ziao             | CHN    | 14.44,09 | Li Bingjie      | CHN     | 8.27,89 |
| #5:Doha      | Gergely Gyurta       | HUN    | 14.41,84 | Wang Jianjiahe  | CHN     | 8.15,35 |
| #6:Peking    |                      |        |          | Wang Jianjiahe  | CHN     | 8.12,30 |
| #7:Tokio     | Mychailo Romantsjoek | UKR    | 14.28,26 |                 |         |         |
| #8:Singapore | Gergely Gyurta       | HUN    | 14.33,89 | Li Bingjie      | CHN     | 8.12,36 |

### Rugslag

#### 50 meter
| Wedstrijd    | Mannen           | Mannen | Mannen | Vrouwen        | Vrouwen | Vrouwen |
| Wedstrijd    | Winnaar          | Land   | Tijd   | Winnaar        | Land    | Tijd    |
| ------------ | ---------------- | ------ | ------ | -------------- | ------- | ------- |
| #1:Moskou    | Pavel Sankovitsj | BLR    | 23,20  | Emily Seebohm  | AUS     | 26,35   |
| #2:Berlijn   |                  |        |        | Emily Seebohm  | AUS     | 26,15   |
| #3:Eindhoven | Pavel Sankovitsj | BLR    | 22,84  |                |         |         |
| #4:Hongkong  | Pavel Sankovitsj | BLR    | 23,03  | Katinka Hosszú | HUN     | 26,24   |
| #5:Doha      | Christian Diener | GER    | 23,58  | Emily Seebohm  | AUS     | 26,29   |
| #6:Peking    | Xy Jiayu         | CHN    | 23,09  | Emily Seebohm  | AUS     | 26,28   |
| #7:Tokio     |                  |        |        | Emily Seebohm  | AUS     | 26,24   |
| #8:Singapore | Pavel Sankovitsj | BLR    | 22,82  |                |         |         |

#### 100 meter
| Wedstrijd    | Mannen           | Mannen | Mannen | Vrouwen        | Vrouwen | Vrouwen |
| Wedstrijd    | Winnaar          | Land   | Tijd   | Winnaar        | Land    | Tijd    |
| ------------ | ---------------- | ------ | ------ | -------------- | ------- | ------- |
| #1:Moskou    |                  |        |        | Katinka Hosszú | HUN     | 55,65   |
| #2:Berlijn   | Radosław Kawęcki | POL    | 49,97  |                |         |         |
| #3:Eindhoven | Masaki Kaneko    | JPN    | 49,65  | Emily Seebohm  | AUS     | 56,00   |
| #4:Hongkong  | Christian Diener | GER    | 51,44  | Katinka Hosszú | HUN     | 56,20   |
| #5:Doha      | Christian Diener | GER    | 51,00  | Katinka Hosszú | HUN     | 56,57   |
| #6:Peking    |                  |        |        | Katinka Hosszú | HUN     | 56,34   |
| #7:Tokio     | Xu Jiayu         | CHN    | 49,82  |                |         |         |
| #8:Singapore | Ryosuke Irie     | JPN    | 49,88  | Emily Seebohm  | AUS     | 56,23   |

#### 200 meter
| Wedstrijd    | Mannen           | Mannen | Mannen  | Vrouwen        | Vrouwen | Vrouwen |
| Wedstrijd    | Winnaar          | Land   | Tijd    | Winnaar        | Land    | Tijd    |
| ------------ | ---------------- | ------ | ------- | -------------- | ------- | ------- |
| #1:Moskou    | Radosław Kawęcki | POL    | 1.48,96 |                |         |         |
| #2:Berlijn   | Radosław Kawęcki | POL    | 1.48,20 | Katinka Hosszú | HUN     | 2.00,37 |
| #3:Eindhoven |                  |        |         | Katinka Hosszú | HUN     | 2.00,05 |
| #4:Hongkong  | Christian Diener | GER    | 1.51,25 | Katinka Hosszú | HUN     | 2.03,14 |
| #5:Doha      | Christian Diener | GER    | 1.50,96 | Katinka Hosszú | HUN     | 2.02,06 |
| #6:Peking    | Ryosuke Irie     | JPN    | 1.50,24 |                |         |         |
| #7:Tokio     | Masaki Kaneko    | JPN    | 1.49,74 | Emily Seebohm  | AUS     | 2.01,98 |
| #8:Singapore |                  |        |         | Emily Seebohm  | AUS     | 2.01,41 |

### Schoolslag

#### 50 meter
| Wedstrijd    | Mannen                | Mannen | Mannen | Vrouwen       | Vrouwen | Vrouwen |
| Wedstrijd    | Winnaar               | Land   | Tijd   | Winnaar       | Land    | Tijd    |
| ------------ | --------------------- | ------ | ------ | ------------- | ------- | ------- |
| #1:Moskou    |                       |        |        | Alia Atkinson | JAM     | 29,46   |
| #2:Berlijn   | Cameron van der Burgh | RSA    | 25,49  |               |         |         |
| #3:Eindhoven | Cameron van der Burgh | RSA    | 25,63  | Alia Atkinson | JAM     | 28,84   |
| #4:Hongkong  | Cameron van der Burgh | RSA    | 25,80  | Alia Atkinson | JAM     | 29,26   |
| #5:Doha      | Cameron van der Burgh | RSA    | 25,70  | Alia Atkinson | JAM     | 29,42   |
| #6:Peking    |                       |        |        | Alia Atkinson | JAM     | 29,57   |
| #7:Tokio     | Yasuhiro Koseki       | JPN    | 26,06  |               |         |         |
| #8:Singapore | Kirill Prigoda        | RUS    | 25,80  | Alia Atkinson | JAM     | 29,29   |

#### 100 meter
| Wedstrijd    | Mannen                | Mannen | Mannen | Vrouwen         | Vrouwen | Vrouwen |
| Wedstrijd    | Winnaar               | Land   | Tijd   | Winnaar         | Land    | Tijd    |
| ------------ | --------------------- | ------ | ------ | --------------- | ------- | ------- |
| #1:Moskou    | Cameron van der Burgh | RSA    | 56,30  |                 |         |         |
| #2:Berlijn   | Kirill Prigoda        | RUS    | 56,35  | Alia Atkinson   | JAM     | 1.03,16 |
| #3:Eindhoven |                       |        |        | Alia Atkinson   | JAM     | 1.02,67 |
| #4:Hongkong  | Cameron van der Burgh | RSA    | 56,43  | Alia Atkinson   | JAM     | 1.04,09 |
| #5:Doha      | Cameron van der Burgh | RSA    | 56,11  | Alia Atkinson   | JAM     | 1.04,21 |
| #6:Peking    | Yasuhiro Koseki       | JPN    | 56,75  |                 |         |         |
| #7:Tokio     | Yasuhiro Koseki       | JPN    | 56,49  | Joelia Jefimova | RUS     | 1.03,90 |
| #8:Singapore |                       |        |        | Alia Atkinson   | JAM     | 1.03,79 |

#### 200 meter
| Wedstrijd    | Mannen          | Mannen | Mannen  | Vrouwen               | Vrouwen | Vrouwen |
| Wedstrijd    | Winnaar         | Land   | Tijd    | Winnaar               | Land    | Tijd    |
| ------------ | --------------- | ------ | ------- | --------------------- | ------- | ------- |
| #1:Moskou    | Kirill Prigoda  | RUS    | 2.02,16 | Rikke Møller Pedersen | DEN     | 2.19,84 |
| #2:Berlijn   |                 |        |         | Alia Atkinson         | JAM     | 2.18,96 |
| #3:Eindhoven | Kirill Prigoda  | RUS    | 2.02,15 |                       |         |         |
| #4:Hongkong  | Kirill Prigoda  | RUS    | 2.04,02 | Kierra Smith          | CAN     | 2.18,48 |
| #5:Doha      | Kirill Prigoda  | RUS    | 2.01,24 | Rikke Møller Pedersen | DEN     | 2.18,86 |
| #6:Peking    | Yasuhiro Koseki | JPN    | 2.03,43 | Alia Atkinson         | JAM     | 2.19,58 |
| #7:Tokio     |                 |        |         | Rikke Møller Pedersen | DEN     | 2.18,29 |
| #8:Singapore | Kirill Prigoda  | RUS    | 2.01,18 |                       |         |         |

### Vlinderslag

#### 50 meter
| Wedstrijd    | Mannen       | Mannen | Mannen | Vrouwen             | Vrouwen | Vrouwen |
| Wedstrijd    | Winnaar      | Land   | Tijd   | Winnaar             | Land    | Tijd    |
| ------------ | ------------ | ------ | ------ | ------------------- | ------- | ------- |
| #1:Moskou    | Chad le Clos | RSA    | 22,31  |                     |         |         |
| #2:Berlijn   | Chad le Clos | RSA    | 22,32  | Sarah Sjöström      | SWE     | 24,57   |
| #3:Eindhoven |              |        |        | Ranomi Kromowidjojo | NED     | 24,54   |
| #4:Hongkong  | Chad le Clos | RSA    | 22,52  | Sarah Sjöström      | SWE     | 24,62   |
| #5:Doha      | Chad le Clos | RSA    | 22,45  | Sarah Sjöström      | SWE     | 24,76   |
| #6:Peking    | Chad le Clos | RSA    | 22,22  |                     |         |         |
| #7:Tokio     | Chad le Clos | RSA    | 22,49  | Sarah Sjöström      | SWE     | 24,65   |
| #8:Singapore |              |        |        | Sarah Sjöström      | SWE     | 24,61   |

#### 100 meter
| Wedstrijd    | Mannen       | Mannen | Mannen | Vrouwen        | Vrouwen | Vrouwen  |
| Wedstrijd    | Winnaar      | Land   | Tijd   | Winnaar        | Land    | Tijd     |
| ------------ | ------------ | ------ | ------ | -------------- | ------- | -------- |
| #1:Moskou    | Chad le Clos | RSA    | 49,13  | Sarah Sjöström | SWE     | 55,70    |
| #2:Berlijn   |              |        |        | Katinka Hosszú | HUN     | 55,86    |
| #3:Eindhoven | Chad le Clos | RSA    | 49,09  |                |         |          |
| #4:Hongkong  | Chad le Clos | RSA    | 50,28  | Sarah Sjöström | SWE     | 55,32    |
| #5:Doha      | Chad le Clos | RSA    | 50,17  | Sarah Sjöström | SWE     | 55,55    |
| #6:Peking    | Chad le Clos | RSA    | 49,18  | Sarah Sjöström | SWE     | 55,60    |
| #7:Tokio     |              |        |        | Sarah Sjöström | SWE     | 55,07 WC |
| #8:Singapore | Chad le Clos | RSA    | 49,49  |                |         |          |

#### 200 meter
| Wedstrijd    | Mannen         | Mannen | Mannen  | Vrouwen          | Vrouwen | Vrouwen |
| Wedstrijd    | Winnaar        | Land   | Tijd    | Winnaar          | Land    | Tijd    |
| ------------ | -------------- | ------ | ------- | ---------------- | ------- | ------- |
| #1:Moskou    |                |        |         | Franziska Hentke | GER     | 2.03,43 |
| #2:Berlijn   | Chad le Clos   | RSA    | 1.49,08 |                  |         |         |
| #3:Eindhoven | Chad le Clos   | RSA    | 1.48,67 | Mireia Belmonte  | ESP     | 2.03,02 |
| #4:Hongkong  | Thomas Shields | USA    | 1.49,62 | Zhang Yufei      | CHN     | 2.08,64 |
| #5:Doha      | Chad le Clos   | RSA    | 1.49,59 | Zhang Yufei      | CHN     | 2.07,43 |
| #6:Peking    |                |        |         | Zhang Yufei      | CHN     | 2.05,02 |
| #7:Tokio     | Chad le Clos   | RSA    | 1.50,71 |                  |         |         |
| #8:Singapore | Chad le Clos   | RSA    | 1.49,25 | Zhang Yufei      | CHN     | 2.04,22 |

### Wisselslag

#### 100 meter
| Wedstrijd    | Mannen           | Mannen | Mannen | Vrouwen        | Vrouwen | Vrouwen  |
| Wedstrijd    | Winnaar          | Land   | Tijd   | Winnaar        | Land    | Tijd     |
| ------------ | ---------------- | ------ | ------ | -------------- | ------- | -------- |
| #1:Moskou    | Vladimir Morozov | RUS    | 51,04  | Katinka Hosszú | HUN     | 57,02    |
| #2:Berlijn   |                  |        |        | Katinka Hosszú | HUN     | 56,51 WR |
| #3:Eindhoven | Vladimir Morozov | RUS    | 50,70  |                |         |          |
| #4:Hongkong  | Vladimir Morozov | RUS    | 51,64  | Katinka Hosszú | HUN     | 56,97    |
| #5:Doha      | Vladimir Morozov | RUS    | 51,38  | Katinka Hosszú | HUN     | 57,26    |
| #6:Peking    | Vladimir Morozov | RUS    | 50,36  | Katinka Hosszú | HUN     | 57,50    |
| #7:Tokio     |                  |        |        | Katinka Hosszú | HUN     | 57,38    |
| #8:Singapore | Vladimir Morozov | RUS    | 50,49  |                |         |          |

#### 200 meter
| Wedstrijd    | Mannen         | Mannen | Mannen  | Vrouwen        | Vrouwen | Vrouwen |
| Wedstrijd    | Winnaar        | Land   | Tijd    | Winnaar        | Land    | Tijd    |
| ------------ | -------------- | ------ | ------- | -------------- | ------- | ------- |
| #1:Moskou    |                |        |         | Katinka Hosszú | HUN     | 2.04,76 |
| #2:Berlijn   | Philip Heintz  | GER    | 1.52,64 |                |         |         |
| #3:Eindhoven | Philip Heintz  | GER    | 1.53,23 | Katinka Hosszú | HUN     | 2.05,01 |
| #4:Hongkong  | Kirill Prigoda | RUS    | 1.54,81 | Katinka Hosszú | HUN     | 2.05,29 |
| #5:Doha      | Kirill Prigoda | RUS    | 1.55,57 | Katinka Hosszú | HUN     | 2.05,29 |
| #6:Peking    |                |        |         | Katinka Hosszú | HUN     | 2.04,64 |
| #7:Tokio     | Daiya Seto     | JPN    | 1.51,40 |                |         |         |
| #8:Singapore | Daiya Seto     | JPN    | 1.51,88 | Katinka Hosszú | HUN     | 2.04,37 |

#### 400 meter
| Wedstrijd    | Mannen           | Mannen | Mannen     | Vrouwen         | Vrouwen | Vrouwen    |
| Wedstrijd    | Winnaar          | Land   | Tijd       | Winnaar         | Land    | Tijd       |
| ------------ | ---------------- | ------ | ---------- | --------------- | ------- | ---------- |
| #1:Moskou    | Philip Heintz    | GER    | 4.04,49    |                 |         |            |
| #2:Berlijn   | Philip Heintz    | GER    | 4.05,01    | Katinka Hosszú  | HUN     | 4.19,82 WC |
| #3:Eindhoven |                  |        |            | Mireia Belmonte | ESP     | 4.18,94 WR |
| #4:Hongkong  | Ayrton Sweeney   | RSA    | 4.07,76    | Katinka Hosszú  | HUN     | 4.33,55    |
| #5:Doha      | Maksym Shemberev | AZE    | 4.06,72    | Katinka Hosszú  | HUN     | 4.27,94    |
| #6:Peking    | Daiya Seto       | JPN    | 3.58,20 WC |                 |         |            |
| #7:Tokio     | Daiya Seto       | JPN    | 3.57,66 WC | Katinka Hosszú  | HUN     | 4.22,05    |
| #8:Singapore |                  |        |            | Katinka Hosszú  | HUN     | 4.25,88    |